# Emil Janka
Emil Janka (17. ledna 1894 Most – 19. ledna 1952 Rosenheim) byl německý právník a politik NSDAP.

## Život
Emil Janka se narodil jako syn ředitele cukrovaru v severočeském Mostě. Po absolvování obecné školy a gymnázia v Kadani šel studovat právo a státovědu do Prahy. Během studií se v roce 1913 stal členem studentského spolku Ghibellinia Prag. V roce 1914 vstoupil v řadách rakousko-uherské armády jako dobrovolník do bojů první světové války. Při svém posledním působení na východní frontě v hodnosti nadporučíka pěchoty byl zraněn.
Po svém návratu pokračoval ve studiích a v roce 1921 mu byl udělen titul doktora práv. V roce 1922 zastával funkce v městské správě měst Kadaně a Jablonce nad Nisou. V roce 1927 se stal městským tajemníkem v Kadani a v roce 1933 stálým úředníkem.
Po Mnichovské dohodě vstoupil na konci roku 1938 do NSDAP (členské číslo 6 692 565). Od roku 1939 se účastnil operací druhé světové války, naposledy jako kapitán v roce 1941. Poté byl v letech 1941–1945 byl starostou města Cheb (Eger). Po příchodu Američanů na konci války v roce 1945 Janka vydal město bez boje, čímž zabránil jeho zničení.
Později byl na 14 měsíců uvězněn. V roce 1948 založil Egerer Zeitung a Egerer Heimatkartei, kde byl vydavatelem a editorem. V rámci Sudetoněmeckého sdružení byl členem pracovní skupiny pro ochranu sudetoněmeckých zájmů. Byl spoluzakladatelem svazu obcí Chebsko/Egerland a předsedou Chebského zemského sněmu.
Dr. Emil Janka zemřel 19. ledna roku 1952 v bavorském Rosenheimu.

## Vyznamenání
- První světová válka
  - Stříbrná medaile za statečnost, II. třídy
  - Vojenské vyznamenání Signum laudis

## Publikace
- Ein Blick zurück. Kadaň 1936.
- Kaaden als Garnisonsstadt. Kadaň 1936.
- Kaadner Begräbnisstätten seit alter Zeit. Kadaň 1937.